# Transept
Transept eller transsept (latin, af "transsepta", hinsides skrankerne) betegner i Middelalderens kirkelige bygningskunst det tværskib, der liggende i nordsyd retning er indskudt mellem koret i øst og skibet i vest, og som danner tværarmene i kirkebygningernes latinske korsform. Foruden de nordre og søndre korsarme medregnes til transept også selve korsskæringen eller krydset, som åbner sig til alle fire korsarme.

## Apsis
Til korsarmenes østsider kan der slutte sig apsider eller småkapeller, eller transsepterne kan ligesom langskibet være delt i tre skibe.

## Romansk stil
I de oldkristelige basilikaer, hvor korpartiet kun skiltes fra langhuset ved skranker, findes der kun svage tilløb til transept, som i arkitektonisk forstand udformedes af den romanske stil. Under den videre udvikling af den gotiske stil forsvandt transept igen.

## Tværskibe i kollegiatskirker
I Middelalderen blev de otte danske domkirker (Lund, Roskilde, Odense, Slesvig, Ribe, Århus, Viborg og Børglum) udstyret med tværskibe.
Det samme gjaldt for to gamle danske kollegiatskirker blev domkirker i 1922 (Vor Frue Kirke) i København og Vor Frue Kirke) i Haderslev.
En række andre kirker, der enten var kollegiatskirker, eller som havde ambitioner om at blive det, blev også udstyret med tværskibe. Dette skete fx i Sankt Petri Kirke i Malmø og i Mariekirken i Helsingborg. Desuden kom der tværskibe i nogle klosterkirker.